# العمل الفني في عصر إعادة إنتاجه تقنيا
العمل الفني في عصر إعادة إنتاجه تقنيًا هو مقالٌ للمؤلّف الألماني والتر بنيامين في عام 1935، وهو مقالٌ للنقد الثقافي الذي يقترح أن قيمة هالة العمل الفني تقلّ عن طريق إعادة إنتاجه تقنيًا. أثّرت فكرة ومواضيع المقال كثيراً على مجالات تاريخ الفن والنظرية المعمارية والدراسات الثقافية والنظرية الإعلامية.
خلال النظام النازي (1933-1945) في ألمانيا، كتب بنجامين المقال لإنتاج نظرية فنية مفيدة لصياغة مطالب ثورية في سياسة الفن في الثقافة الجماهيرية. إن إنتاج الفن في عصر إعادة الإنتاج التقني وغياب القيمة التقليدية والطقوس سيكون أساسًا قائمًا على الممارسة السياسية.
نُشرت ثلاث طبعات من هذه المقالة: الطبعة الأصلية الألمانية في عام 1935، الطبعة الفرنسية في عام 1936، والطبعة الألمانية المنقحة في عام 1939 والتي تستمد منها الترجمة الإنكليزية المعاصرة للمقال.

## الملخص
تُقدّم موضوعات مقال العمل الفني في عصر إعادة إنتاجه تقنيًا في البداية في اقتباس من مقال «غزو الوجود المطلق» الذي كُتب في عام 1928 بقلم بول فاليري الذي يثبت أن الأعمال الفنية التي تطورت في الماضي تختلف عن الأعمال الفنية المعاصرة. أن فهم وعلاج الفن والتقنية الفنية يجب أن يتطوران بشكلٍ تدريجي من أجل فهم عمل فني في السياق الحديث.
لقد تطوّرت فنوننا الجميلة وأنواعها واستخداماتها التي وُجدت في أوقاتٍ مختلفة جداً عن الحاضر من قبل الرجال الذين كانت قوتهم في العمل على الأشياء ضئيلة بالمقارنة مع قوتنا الحالية. إن النمو المذهل لتقنياتنا والقدرة على التكيف والدقة التي حققوها والأفكار والعادات التي يخلقونها تؤكّد أن التغيرات العميقة وشيكة في الحرفة القديمة الجميلة. هناك مكوّن مادي في جميع الفنون لم يعد من الممكن اعتباره أو معاملته كما كان، ولا يمكن أن يبقى غير متأثّر بمعرفتنا وقوتنا الحديثة.
على مدى السنوات العشرين الماضية لم يكن من المهم ما يسمّى بالفضاء ولا الوقت كما كان من قديم الزمان. يجب أن نتوقع أن الابتكارات العظيمة سوف تؤدي إلى تغيير أسلوب الفن بأكمله وبالتالي التأثير على الإبداع الفني نفسه وربما إحداث تغيير مذهل في مفهوم الفن ذاته.
تقدّم المقدمة تحليلات ماركسية حول بناء المجتمع ومكان الفن في مجتمع رأسمالي، وتشرح الظروف الاجتماعية والاقتصادية لاستقراء التطورات المستقبلية للرأسمالية والتي في نهاية المطاف ستؤدي إلى استغلال البروليتاريا، وإنتاج الظروف الاجتماعية التي من شأنها إلغاء الرأسمالية.
يستعرض بنجامين تطوير وسائل إعادة الإنتاج التقني للفن فمثلًا: تقليد فنان صاعد لفنان متأصّل، الفنون الصناعية للمسبك وطاحونة الدمغة في اليونان القديمة والنقش الخشبي والطباعة والطباعة الحجرية والتصوير الفوتوغرافي وكل ذلك لإثبات أن إعادة الإنتاج التقني الفني ليس نشاطًا إنسانيًا حديثًا، وأن الوسائل الحديثة لإعادة الإنتاج توفّر دقة أكبر في جميع مراحل الإنتاج الضخم.
يناقش بنجامين مفهوم الأصالة بدءًا من كونه يتفق مع الواقع مشيرًا إلى أنه حتى إعادة الإنتاج التقني الأكثر كمالاً لعمل فني ستجعله ناقصًا لعدة تفاصيل منها: وجوده في الزمان والمكان، وجوده الفريد في المكان الذي ينشأ فيه.
```
يقول بنجامين: «إن مجال الأصالة خارج المجال التقني» لإنتاج عمل فني. بالتالي، إن العمل الفني الأصلي مستقل عن العمل المنسوخ. إن إعادة الإنتاج التقني للفن يقلل من العمل الفني الأصلي عن طريق تغيير السياق الثقافي؛ وهكذا تغيب الهالة والسلطة الجمالية الفريدة لعمل فني عن النسخة المنتجة تقنياً. ينحدر مفهوم بنجامين للهالة الفنية لعملٍ ما من أعمال لودفيغ.
```

إن القيمة الاجتماعية لعمل فني تتغير مع تغّير المجتمع لأنظمته القيمية، والتي تفسر التغيرات في الأسلوب الفني وفي الذوق الثقافي للجمهور. إن الطريقة التي يُنَظَّم بها الإدراك الحسّي للإنسان والوسيلة الفنية التي تُستخدم في ذلك لا تُحَدَّد فقط من قبل الطبيعة، ولكن من خلال الظروف التاريخية أيضًا.
على الرغم من الآثار الاجتماعية الثقافية لإعادة الإنتاج التقني على العمل الفني الأصلي، قال بنجامين: «إن تفرّد العمل الفني لا يمكن فصله عن كونه جزءا لا يتجزأ من نسيج التقليد» الذي يفصل بين العمل الفني الأصلي عن المعاد إنتاجه. يناقش أيضًا طقوس إعادة الإنتاج الفني وتحرير العمل الفني من اعتماده على الطقوس.
إن القيمة الاجتماعية لمعرض الفن تتقدم من المجال الخاص إلى مجال الحياة العامة. تاريخياً، كانت الأعمال الفنية هي المشاهدة الشخصية والتمتع الجمالي لصاحب القطعة الفنية (عادةً في الفن العالي). في الوقت المعاصر، تُعرض الأعمال الفنية في معرض عام لتوفير المتعة باللذّة الجمالية لعدد أكبر من الناس.

## التأثير
أثرت مقالة العمل الفني في عصر إعادة إنتاجه تقنيًا بشكلٍ كبير على فكر مدرسة فرانكفورت خاصةً التحليلات الجمالية والسياسية لثيودور أدورنو وماكس هوركهايمر ووهربرت ماركوز.
في أواخر القرن العشرين وفي البرنامج التلفزيوني «طرق الرؤية» لعام 1972، استمد جون بيرغر من موضوعات مقال والتر بينجامين، وشرح التمثيلات المعاصرة للطبقة الاجتماعية والطبقة العرقية في إنتاج الفن.
إن الوسائل الحديثة للإنتاج الفني وإعادة الإنتاج التقني الفني دمرت السلطة الجمالية والثقافية والسياسية للفن، وللمرة الأولى على الإطلاق، أصبحت الصور الفنية سريعة الزوال ومتوفّرة وغير حاسمة ومتاحة وبلا قيمة وحرة بالإضافة إلى أنها تفتقر إلى هالة العمل الفني الأصلي.